# مجتمع الديمقراطيات
مجتمع الديمقراطيات هي منظمة غير رسمية تضم شخصيات سياسية تمثل بلدانها. تأسست سنة 2000 في وارسو، من قبل الولايات المتحدة، بولندا، التشيك، تشيلي، الهند، كوريا الجنوبية ومالي.
المنظمة تتشكل من تحالف يضم 25 حكومة عضوا من مختلف البلدان الديمقراطية (أصبحت 24 بعد تعليق عضوية مالي بسبب الانقلاب العسكري) و150 دولة مشاركة.

## الأعضاء
كندا - فلندا - اليابان - رومانيا - السويد - نيجيريا - كوستاريكا - المجر - السلفادور - إيطاليا - البرتغال - بولندا - التشيك - تشيلي - جنوب أفريقيا - الرأس الأخضر - الفلبين - كوريا الجنوبية - لتوانيا - مالي - المكسيك - منغوليا - الهند - المغرب والولايات المتحدة.

## وصلات خارجية
- الموقع الرسمي